# Siegfried Unseld

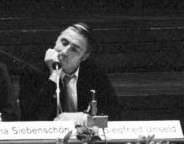
Siegfried Unseld (1974)

Karl Siegfried Unseld (* 28. September 1924 in Ulm; † 26. Oktober 2002 in Frankfurt am Main) war ein deutscher Verleger. Von 1959 bis zu seinem Tod 2002 leitete er den Suhrkamp Verlag. Er war geschäftsführender Gesellschafter der Suhrkamp Verlag KG und der Insel Verlag KG.

## Leben

### Elternhaus
Siegfried Unseld, geboren in Ulm an der Donau, war ein Sohn des Verwaltungsangestellten Ludwig Unseld (1896–1951) und dessen Ehefrau Maria Magdalena Kögel, genannt Lina. Walter Unseld war sein vier Jahre jüngerer Bruder.
Ludwig Unseld war Weltkriegsveteran und von 1919 bis 1923 Mitglied der Deutschen Demokratischen Partei. Offenbar aus Karrieregründen trat der Stadtbeamte 1933 der SA und der NSDAP bei. Als SA-Mann erreichte er den Grad des Obersturmführers und nahm 1938 an den Novemberpogromen teil. Dafür wurde er 1947 zu zehn Monaten Gefängnis und einer Geldbuße verurteilt. Er verlor seine Beamtenstelle und schlug sich als Hilfsarbeiter durch, die Familie war wirtschaftlich ruiniert. Seine Frau Maria war während der NS-Zeit in der NS-Frauenschaft aktiv.

### Schulzeit und Kriegsdienst
Seine erste Schulzeit verbrachte Unseld in Ulm. Im Juni 1933 kam er zum Jungvolk der Hitler-Jugend. Dort lernte er auch Hans Scholl kennen, der kurz nach ihm eingetreten war.
Ab 1935 besuchte Unseld das Realgymnasium am Blauring (heute Schubart-Gymnasium) in Ulm. Dort absolvierte er 1942 ein Notabitur und ging am 20. Oktober von der Schule ab. Wie erst im April 2025 bekannt wurde, hatte er 1946 im Entnazifizierungsverfahren wahrheitsgemäß angegeben, kurz vor dem Abitur die Mitgliedschaft in der NSDAP beantragt zu haben, die zum 1. September 1942 bewilligt wurde (Mitgliedsnummer 9.194.036). Weihnachten 1942 wurde er zur Kriegsmarine eingezogen und in Aurich zum Funker ausgebildet. Im Sommer 1943 wurde Unseld auf die Krim versetzt. Als seine Stellung in der Nähe von Sewastopol von der sowjetischen Marine zurückerobert wurde, rettete sich Unseld nach seinen Angaben, indem er aufs offene Meer hinausschwamm und dort Stunden später von einem deutschen Schnellboot aufgenommen wurde. Mitte Mai 1944 wurde er nach Warna in Bulgarien und anschließend nach Griechenland versetzt. Weihnachten 1944 konnte er in Ulm verbringen.

### Lehre

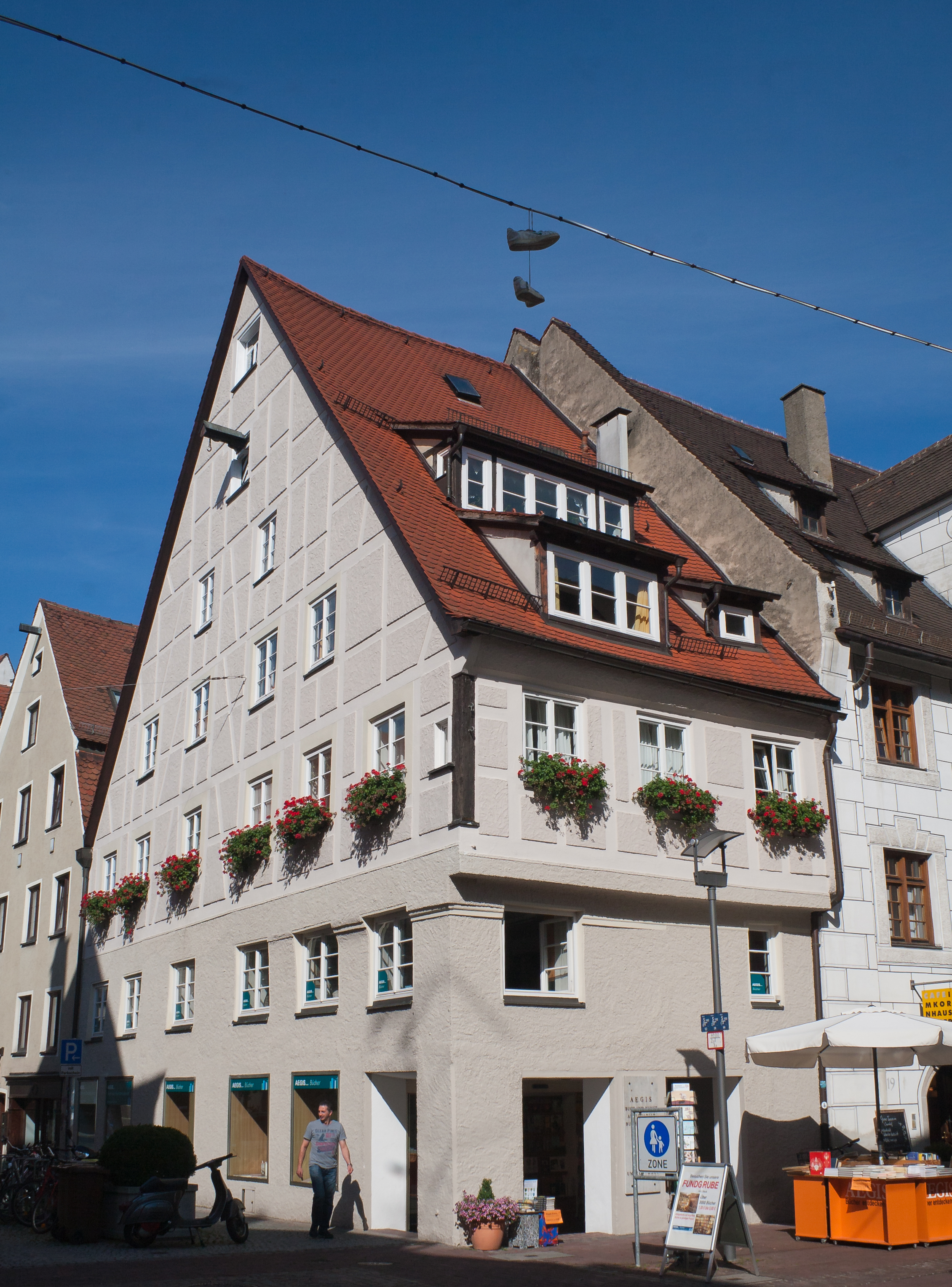
Sitz des Ulmer Aegis-Verlags, in dem Siegfried Unseld in die Lehre ging.

Das Kriegsende erlebte Unseld in Flensburg; im Januar 1946 erreichte er wieder seine Heimatstadt. Noch im Oktober desselben Jahres begann er eine Lehre zum Buchhandelsgehilfen im Ulmer Aegis-Verlag. Im Sommer 1946 holte er sein Abitur nach (Zitat Unseld: „ein richtiges Abitur“); sein Abituraufsatz war dem Thema Faust und Wagner – zwei Menschen, zwei Welten gewidmet. Im September 1947 legte Unseld bei der IHK Stuttgart seine Gehilfenprüfung ab. Einer der Prüfer war der Verleger Paul Siebeck, Inhaber des J.C.B. Mohr Verlags in Tübingen.

### Berufseinstieg und gleichzeitiges Studium
Von Unseld überzeugt, engagierte ihn Siebeck noch am Prüfungstag. Unseld nahm das Angebot an und begann ab Oktober 1947, parallel zu seiner Arbeit, an der Universität Tübingen Germanistik, Philosophie, Völkerrecht, Sinologie und Bibliothekswissenschaft zu studieren. Er war u. a. Schüler des Philosophen Wilhelm Weischedel (1905–1975), der sich von Anfang an sehr für Unseld einsetzte.
Am 14. April 1951 heiratete Unseld im Ulmer Münster die Hauswirtschaftslehrerin Hildegard „Hilde“ Schmid. Das Paar bekam Zwillinge, die sehr früh starben, und einen Sohn, den späteren Verleger Joachim Unseld.
Sein Studium in Tübingen schloss Unseld mit einer Dissertation über Hermann Hesse ab und brach damit einige Regeln: Bis 1951 war es üblich, nur über verstorbene Schriftsteller zu forschen, zudem war Hesse umstritten. Ein weiteres Problem ergab sich, als Unselds Doktorvater, Friedrich Beißner, erfuhr, dass Unseld in einem Brief von Hesse bereits „Doktor“ genannt wurde, obwohl er die Prüfung noch nicht abgelegt hatte. Beißner prüfte Unseld, wahrscheinlich zur Strafe, nur im Fach Althochdeutsch, das einzige, das Unseld nie gelernt hatte.
Am 24. Juli 1951 war das Promotionsverfahren abgeschlossen und Unseld bekam den akademischen Grad Dr. phil. Mit ihm saßen Walter Jens, Gerhard Storz, Johannes Poethen, Peter Meuer und Martin Walser in Beißners Doktorandenkolleg.

### Buchhändler und Arbeitsverhältnis bei Suhrkamp
Noch im selben Jahr begann Unseld als Buchhändler in Heidenheim an der Brenz zu arbeiten. Am 23. Oktober fand das erste Treffen zwischen Peter Suhrkamp und Siegfried Unseld statt. Am 7. Januar 1952 begann Unselds Arbeitsverhältnis bei Suhrkamp. Mit Wirkung vom 1. Januar 1955 erteilte Suhrkamp Unseld Prokura; im selben Jahr reiste Unseld von Juli bis August zum ersten Mal in die USA: An der Harvard Summer School of Arts and Sciences der Harvard University in Cambridge hatte Henry Kissinger ein International Seminar eingerichtet; an diesem konnte er mit Empfehlungsschreiben von Hermann Hesse und Peter Suhrkamp teilnehmen.
Um 1955 begann Unseld eine längere Affäre mit Corinne Pulver, einer Schwester der Schauspielerin Liselotte Pulver. Mit Corinne hatte er eine Tochter, Ninon Pulver, geboren 1959, heute Anwältin in Genf (Ninon war der Vorname der dritten Frau von Hermann Hesse).
Zum 1. Januar 1958 stieg Unseld zum Gesellschafter des Verlages auf. Ausschlaggebend war dabei, dass er von der Ullstein AG abgeworben werden sollte. Während dieser Jahre hatte Unseld enge Kontakte zu fast allen Mitgliedern der Gruppe 47.

### Verleger Unseld

#### Alleiniger Verleger

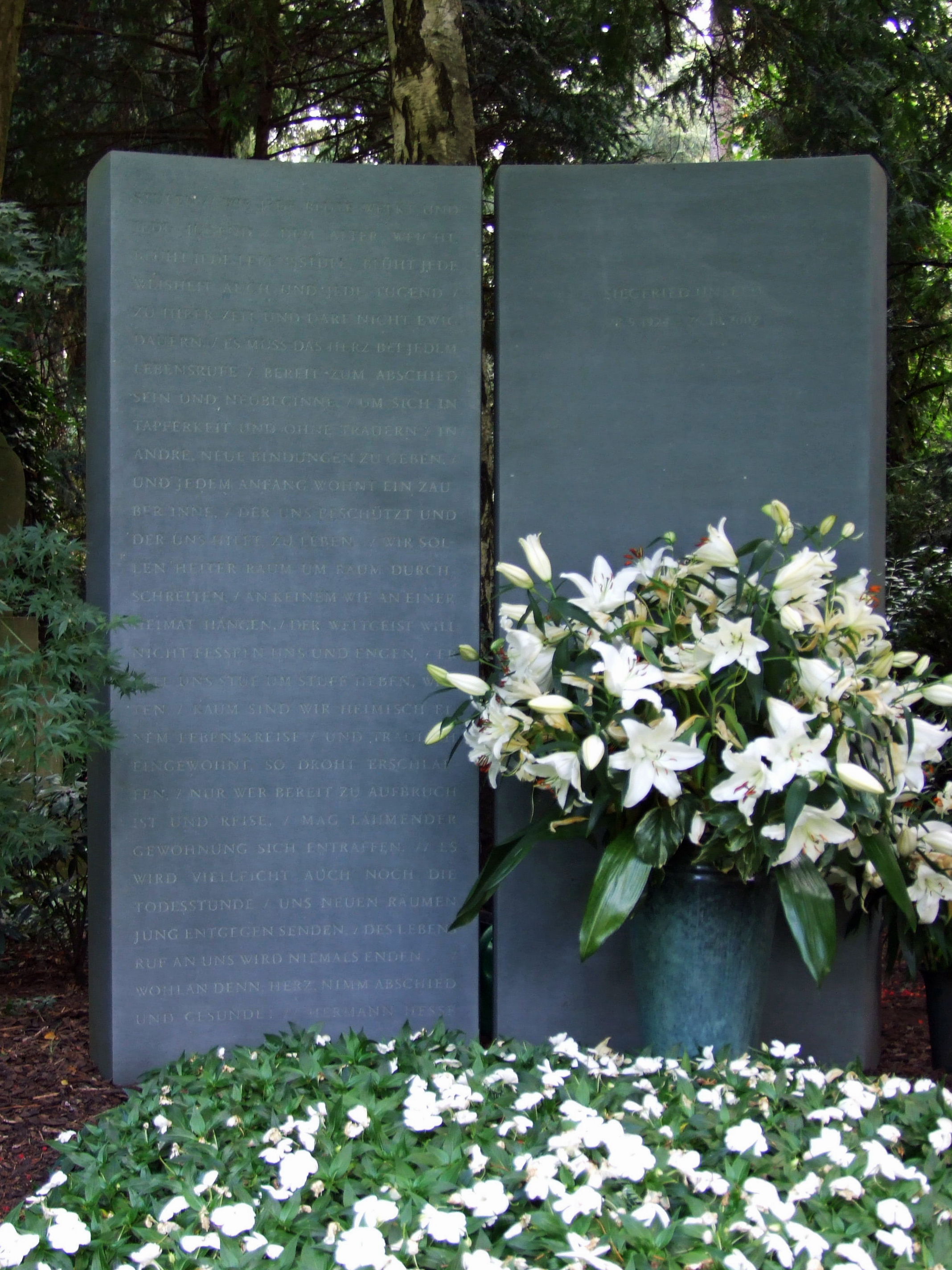
Grab in Frankfurt

Nach dem Tod Peter Suhrkamps 1959 übernahm Unseld als alleiniger Verleger bzw. Inhaber den Suhrkamp Verlag.

#### Insel Verlag
In dieser Zeit ließ sich das westdeutsche Verlagshaus des Insel Verlags, das 1945 zunächst in Wiesbaden ansässig war – der ostdeutsche Verlagsteil war in Leipzig verblieben –, in Frankfurt am Main nieder. Die finanzielle Situation des Verlags war etwas schwierig und die Inhaberin Jutta von Hesler, die Tochter des Gründers Anton Kippenberg, wollte lieber heute als morgen verkaufen. Über Hermann Hesse konnte Unseld die Unternehmer Peter Reinhart und Balthasar Reinhart aus Winterthur für eine stille Teilhaberschaft gewinnen. Am 19. Februar 1963 kaufte der Suhrkamp Verlag den Insel Verlag rückwirkend zum 1. Januar.

#### Nomos Verlag
Am 1. Juli desselben Jahres kaufte Unseld den juristischen Fachverlag Lutzeyer in Baden-Baden. Der wichtigste Vermögenswert waren für den Suhrkamp Verlag die Lutzeyer'schen Druckereien. Dieser Verlag firmiert noch heute unter dem Namen Nomos Verlag (griech. weltliches Recht). Da der Umsatz des Suhrkamp Verlags in den nächsten Jahren sprunghaft anstieg, wurde er für die schweizerischen Teilhaber Reinhart immer mehr zum Wirtschaftsfaktor.

#### Konflikt mit den Lektoren
1968 kam es zum Konflikt zwischen Unseld und den Lektoren des Suhrkamp-Verlages (u. a. mit Walter Boehlich, Urs Widmer, Karlheinz Braun, Klaus Reichert und Peter Urban). Diese verlangten im Geiste der 68er-Bewegung mehr Mitbestimmung und forderten die Einrichtung einer „Lektoratsversammlung“, die alle wesentlichen Entscheidungen treffen sollte. Unseld sollte ihr als einfaches Mitglied angehören, wäre also faktisch als Verleger entmachtet worden. Unseld verteidigte seine Entscheidungsgewalt. Dies gelang ihm nicht zuletzt dadurch, dass er sich die Unterstützung prominenter Autoren sicherte.
In der Suhrkamp Verlagsgeschichte 1950–1990 (1990) wurde der Konflikt nicht erwähnt, erst 2010 erschien eine Chronik mit Unselds Version der Ereignisse. 2011 legten ehemalige Lektoren ihre Darstellung im Buch Chronik der Lektoren. Von Suhrkamp zum Verlag der Autoren vor. Seit dem Mauerbau setzte sich Unseld dafür ein, dass es Verlagen aus der DDR ermöglicht wurde, sich auf der Frankfurter Buchmesse zu präsentieren.
Seinen 50. Geburtstag am 28. September 1974 beging Unseld in Königstein, dem letzten Wohnort Suhrkamps. Unter den Gästen waren u. a. der Philosoph Ernst Bloch und die Sängerin Milva, die Lieder mit Brecht-Texten vortrug.

#### Deutscher Klassiker Verlag
Der Deutsche Klassiker Verlag wurde am 1. Juli 1981 als Tochterunternehmen des Insel Verlags gegründet. Unseld berief eine Kommission ein, bestehend aus den Professoren Reinhard Brinkmann, Wolfgang Frühwald, Reinhart Koselleck, Jochen Schmidt und Albrecht Schöne, die den editorischen Plan überwachen sollten. Ab dem Jahr 1985 wurden die ersten Bände veröffentlicht.

#### Familiäre Neuordnung
In der zweiten Hälfte der 1980er Jahre trennte sich das Ehepaar Unseld, da die Ehefrau seine Affären nicht länger dulden wollte. Zu dieser Zeit war Unseld bereits mit der Schriftstellerin und früheren Schauspielerin Ulla Berkéwicz liiert, die er 1990 heiratete. Am 1. Januar 1988 wurde sein Sohn Joachim Unseld, der 1983 als geschäftsführender Gesellschafter in den Suhrkamp Verlag eingetreten war, gleichberechtigter Verleger. Doch schon nach kurzer Zeit kam es zu heftigem Streit zwischen Vater und Sohn. Da auch die Schlichtungsversuche durch Hans Magnus Enzensberger, Martin Walser und Jürgen Habermas nichts halfen, verließ Joachim Unseld 1991 den Verlag. Der Streit stand im Zusammenhang mit dem wachsenden Einfluss von Ulla Berkéwicz auf den Suhrkamp Verlag.

#### Inhaber- und Anteilsrechte
Als Inhaber des Insel Verlags meldete Unseld 1990 seine Rechte am ostdeutschen Insel Verlag Leipzig an und ein Jahr später wurde der Insel Verlag Leipzig ihm auch zugesprochen. Unseld war auch maßgeblich an den sog. Plusauflagen-Prozessen beteiligt. Darin forderten westdeutsche Verlage Honorare ein, die dadurch entstanden waren, dass DDR-Verlage von westdeutschen Lizenztiteln höhere Auflagen als vereinbart hatten drucken lassen. Die Schulden mussten schließlich 1:1 in Deutschen Mark gezahlt werden.
Im Jahr 1999 verkaufte die Schweizer Volkart Holding AG (Vorstand: Andreas Reinhart) Teile ihrer Gesellschafteranteile der Suhrkamp KG und der Suhrkamp Verlagsleitung GmbH an Unseld, nachdem dieser durch den Verkauf des zur Suhrkamp-Verlagsgruppe gehörenden Nomos-Verlags eine größere Vermögensmasse zur Verfügung hatte. Damit hatte dieser endlich die absolute (nämlich 51%ige) Mehrheit des Unternehmens, nachdem er bereits einige Jahre vorher 20 % der Gesellschaftsanteile an der Suhrkamp KG an seinen Sohn übertragen hatte. Da nach den Auseinandersetzungen mit seinem Sohn dieser für ihn nicht mehr als sein Nachfolger in Frage kam, gründete Unseld 1999 die Siegfried und Ulla Unseld Familienstiftung; damit wollte er seine Nachfolge endgültig regeln.
Anfang 2002 wurde Siegfried Unseld schwer krank, erlitt im Sommer einen Herzinfarkt und starb in der Nacht vom 25. auf den 26. Oktober 2002 im Alter von 78 Jahren in seinem Haus in Frankfurt. Seine letzte Ruhestätte fand er auf dem Frankfurter Hauptfriedhof.
Seine zweite Ehefrau Ulla Berkéwicz und Martin Walser haben die Biographie Siegfried Unselds jeweils in einem Schlüsselroman thematisiert.

## Nachlass
Der Nachlass von Siegfried Unseld liegt im Deutschen Literaturarchiv Marbach. Zum Bestand des Siegfried Unseld Archivs gehören die Archive des Suhrkamp Verlags (inkl. des Insel Verlags, des Jüdischen Verlags sowie des Deutschen Klassiker Verlags). Hinzu kommen die persönlichen Nachlässe von Siegfried Unseld und Peter Suhrkamp. Teile des Archivs sind im Literaturmuseum der Moderne in Marbach in der Dauerausstellung zu sehen.
Die Villa Unseld in der Klettenbergstraße 35 in Frankfurt wurde erst im Jahr 2024 verkauft, nachdem sie zuvor für 4,1 Mio. EUR zum Verkauf ausgeschrieben worden war. Sie stand bereits seit 2010 weitgehend leer und wurde nur noch zur Zeit der Buchmesse für Empfänge genutzt.

## Ehrungen
- 1961 Mitgliedschaft im PEN-Zentrum der Bundesrepublik Deutschland
- 1967 Hermann-Hesse-Gedenkmedaille
- 1968 Mitgliedschaft im Präsidium des PEN-Zentrums der Bundesrepublik Deutschland
- 1973 Verdienstkreuz 1. Klasse der Bundesrepublik Deutschland[13]
- 1975 Johann-Heinrich-Merck-Ehrung
- 1977 Goethe-Plakette der Stadt Frankfurt am Main
- 1978 L’Ordre du Meite Culturel der Volksrepublik Polen
- 1979 Großes Verdienstkreuz der Bundesrepublik Deutschland
- 1980 Ehrendoktorwürde der Washington University, St. Louis
- 1981 Wilhelm-Leuschner-Medaille des Landes Hessen
- 1984 Ricarda-Huch-Preis der Stadt Darmstadt
- 1985 Ehrendoktorwürde der Johann Wolfgang Goethe-Universität Frankfurt am Main
- 1990 Hessischer Verdienstorden
- 1993 Großes Verdienstkreuz mit Stern der Bundesrepublik Deutschland
- 1999 Premio Editore Europeo der Stadt Turin[14]
- 1999 Ehrendoktorwürde der Universität Hyderabad, Indien
- 1999 Hessischer Kulturpreis
- 1999 Goldene Goethe-Medaille der Goethe-Gesellschaft Weimar
- 2000 Verdienstmedaille des Landes Baden-Württemberg
- 2001 Médaille de Chevalier de l’Ordre des Arts et des Lettres
- 2002 29. August Ehrenbürger der Stadt Frankfurt am Main.
- 2002: Hermann-Hesse-Medaille der Stadt Calw

## Siegfried Unseld Preis
Zur Erinnerung an Siegfried Unseld verleiht die Siegfried Unseld Stiftung seit 2004 den Siegfried Unseld Preis.

## Veröffentlichungen (Auswahl)
- Das Werk von Hermann Hesse. 1952; 2., erweiterte Auflage 1973.
- als Hrsg.: Brecht, Schriften zum Theater. 1957.
- als Hrsg.: Schröder, Fülle des Daseins. 1958.
- als Hrsg.: Bertolt Brechts Dreigroschenoper. 1960.
- als Hrsg.: Peter Suhrkamp, Briefe an die Autoren. 1961.
- als Hrsg.: Walter Benjamin, Illuminationen. 1961.
- als Hrsg.: Bloch zu Ehren – Beiträge zu seinem Werk. 1965.
- als Hrsg.: Weerth, Fragment eines Romans. 1965
- als Hrsg.: Aus aufgegebenen Werken. 1968.
- als Hrsg.: Hermann Hesse – Peter Suhrkamp. Briefwechsel. 1969.
- als Hrsg.: Hermann Hesse. Politische Betrachtungen. 1970.
- als Hrsg.: Hermann Hesse. Mein Glaube. 1971.
- als Hrsg.: Hermann Hesse. Eigensein. 1972
- als Hrsg.: Wie, warum und zu welchem Ende wurde ich Literaturhistoriker? 1972.
- als Hrsg.: Deutsches Mosaik. 1972.
- als Hrsg.: Günter Eich zum Gedächtnis. 1973
- Begegnungen mit Hermann Hesse. Suhrkamp, Frankfurt am Main 1975, ISBN 3-518-36718-8.
- Peter Suhrkamp. Zur Biographie eines Verlegers in Daten, Dokumenten und Bildern. Suhrkamp, Frankfurt am Main 1975, ISBN 3-518-45597-4 (Taschenbuch: 2004).
- Der Marienbader Korb. Über die Buchgestaltung im S.-V. Willy Fleckhaus z. e. 1976.
- Der Autor und sein Verleger. Frankfurt am Main, Suhrkamp 1978; Neuauflage 1985, ISBN=3-518-37704-3.
- Hermann Hesse: Werk und Wirkungsgeschichte. 2. Auflage. Suhrkamp, Frankfurt am Main 1985, ISBN 3-518-03233-X.
- Eberhard Fahlke, Siegfried Unseld: Uwe Johnson: „Für wenn ich tot bin“. Suhrkamp, Frankfurt am Main 1992, ISBN 3-518-40301-X.
- Goethe und seine Verleger. Insel, Frankfurt am Main 1998, ISBN 3-458-34200-1.
- „Das Tagebuch“ Goethes und Rilkes „Sieben Gedichte“. Insel, Frankfurt am Main 1978, ISBN 3-458-19000-7 (Insel-Bücherei 1000/2).
- Eberhard Fahlke, Raimund Fellinger (Hrsg.): Uwe Johnson – Siegfried Unseld. Der Briefwechsel. Suhrkamp, Frankfurt am Main 1999, ISBN 3-518-41072-5.
- Alfred Estermann, Wolfgang Schopf (Hrsg.): „Ich bitte um ein Wort…“. Wolfgang Koeppen – Siegfried Unseld. Der Briefwechsel. Suhrkamp, Frankfurt am Main 2006, ISBN 3-518-41768-1.
- Goethe und der Ginkgo. Ein Baum und ein Gedicht. Insel, Frankfurt am Main 1998, ISBN 3-458-19188-7 (Insel-Bücherei 1188).
- „Und jeder Schritt ist Unermeßlichkeit“ – Gedanken über Goethe. Hrsg.: Hans-Joachim Simm. Insel, Frankfurt am Main 2003, ISBN 3-458-19244-1 (Insel-Bücherei 1244).
- Briefe an die Autoren. Hrsg.: Rainer Weiss. Suhrkamp, Frankfurt am Main 2004, ISBN 3-518-22384-4.
- „So müßte ich ein Engel und kein Autor sein“ – Adorno und seine Frankfurter Verleger. Der Briefwechsel mit Peter Suhrkamp und Siegfried Unseld. Hrsg.: Wolfgang Schopf. Suhrkamp, Frankfurt am Main 2003, ISBN 3-518-58375-1.
- Veröffentlichungen 1946 bis 1999 – Eine Bibliographie. Zum 28. September 1999. Suhrkamp, Frankfurt am Main 1999, ISBN 3-518-41097-0.
- Chronik: Band 1: 1970. Mit den Chroniken Buchmesse 1967, Buchmesse 1968 und der Chronik eines Konflikts: Mit den Chroniken Buchmesse 1967 / Buchmesse 1968 und der Chronik eines Konflikts 1968, Suhrkamp, Frankfurt am Main, 2010.

## Briefwechsel
- Uwe Johnson – Der Briefwechsel. Suhrkamp Verlag, Frankfurt am Main 1999, ISBN 978-3-518-41072-1.
- „Ich bitte um ein Wort“: Wolfgang Koeppen – Der Briefwechsel. Suhrkamp, Frankfurt am Main 2006, ISBN 978-3-518-41768-3.
- Peter Weiss – Der Briefwechsel. Suhrkamp, Frankfurt am Main 2007, ISBN 978-3-518-41845-1.
- Thomas Bernhard – Der Briefwechsel. Suhrkamp, Frankfurt am Main 2009, ISBN 978-3-518-42213-7.
- Peter Handke – Der Briefwechsel. Suhrkamp, Berlin 2012, ISBN 978-3-518-42339-4.